# فهرست سوادش
فهرست سوادش (به انگلیسی: Swadesh List) یک فهرست سنتی از مفاهیم پایه و مشترک در زبان‌های مختلف برای استفاده در مطالعات زبان‌شناسی تاریخی ـ تطبیقی است. ترجمهٔ فهرست سوادش به زبان‌های مختلف این امکان را برای پژوهشگران ایجاد کرده است که ارتباط متقابل آن زبان‌ها را بررسی کنند. فهرست سوادش به نام زبان‌شناس آمریکایی موریس سوادش نامگذاری شده. از این فهرست در آمار واژگانی (رویکرد کمی به ارتباط زایشی زبان‌ها) (به انگلیسی: Lexicostatistic) و زبان-زمان‌شناسی (بررسی انشقاق زبان‌ها) (به انگلیسی: Glottochronology) استفاده می‌شود.

## فهرست سوادش نهایی
فهرست سوادش نهایی که در سال ۱۹۷۱ منتشر شد، شامل ۱۰۰ عنوان است.
1. من (ضمیر شخصی، اول شخص مفرد)
2. تو (ضمیر شخصی، دوم شخص مفرد)
3. ما
4. این
5. آن
6. کی؟ (چه کسی)
7. چه؟ (چه چیزی)
8. نَه (منفی ساز)
9. همه
10. خیلی
11. یک
12. دو
13. بزرگ
14. دراز
15. کوچک
16. زن
17. مَرد
18. کَس (شخص)
19. ماهی
20. پرنده
21. سگ
22. شپش
23. درخت
24. دانه (تخم، بذر)
25. برگ (مربوط به گیاهان)
26. ریشه (مربوط به گیاهان)
27. پوسته (پوستهٔ درخت)
28. پوست (مربوط به اشخاص)
29. گوشت
30. خون
31. استخوان
32. چربی (دنبه)
33. تخم‌مرغ
34. شاخ (مربوط به حیوانات)
35. دُم
36. پَر
37. مو (مربوط به سر آدم‌ها)
38. سَر (اندام)
39. گوش
40. چشم
41. بینی (دماغ)
42. دهان
43. دندان (دندان‌های پیشین)
44. زبان (اندام)
45. ناخن (پنجه)
46. پا (کفِ پا)
47. زانو
48. دست
49. شکم
50. گردن
51. سینه (پستان)
52. قلب (دل)
53. جگر
54. نوشیدن
55. خوردن
56. گاز گرفتن
57. دیدن
58. شنیدن
59. دانستن (حالت اطلاع داشتن از چیزی)
60. خوابیدن
61. مُردن
62. کُشتن
63. شنا کردن
64. پرواز کردن
65. راه رفتن
66. آمدن
67. لَم دادن (دراز کشیدن)
68. نشستن
69. ایستادن
70. دادن
71. گفتن
72. خورشید
73. ماه
74. ستاره
75. آب
76. باران
77. سنگ
78. ریگ (ماسه)
79. زمین (خاک)
80. ابر (به‌غیر از مِه)
81. دود (برآمده از آتش)
82. آتش
83. خاکستر
84. سوختن
85. راه (مسیر)
86. کوه
87. قرمز
88. سبز
89. زرد
90. سفید
91. سیاه
92. شب
93. گرم (هوای گرم)
94. سرد (هوای سرد)
95. پُر
96. نو (تازه، جدید)
97. خوب
98. گِرد (مدوّر)
99. خشک
100. نام (اسم)